# 威廉·希金博特姆
威廉·艾尔弗雷德·希金博特姆（William Alfred Higinbotham，1910年10月22日—1994年11月10日），美国物理学家。他在二战期间参与首枚核武器的研发，后则投身防止核武器扩散活动。他亦电子游戏领域早期先驱，其于1958年制作的《双人网球》系最早的互动模拟（analog）电脑游戏。

## 早年
希金博特姆生于美国康乃狄克州布里奇波特，成长于紐約州喀里多尼亞。其父是長老宗牧师。1932年，希金博特姆从威廉姆斯学院大学毕业，随后进入康奈尔大学深造。1941年至1943年间，他在麻省理工学院（MIT）从事雷达系统方面工作。

## 职业生涯
第二次世界大战期间，希金博特姆进入洛斯阿拉莫斯实验室。战争后期，他带领电子部门参与首枚原子弹制造，研发计时电子元件。希金博特姆还给实验性轰炸机B-28制作雷达显示器。后来传主则投身核不扩散事业，参与组建防扩散组织美國科學家聯盟，担任首任主席兼执行秘书。1974年起，希金博特姆担任Institute of Nuclear Materials Management刊物《Journal of Nuclear Materials Management》的技术编辑，直至1994年离世。

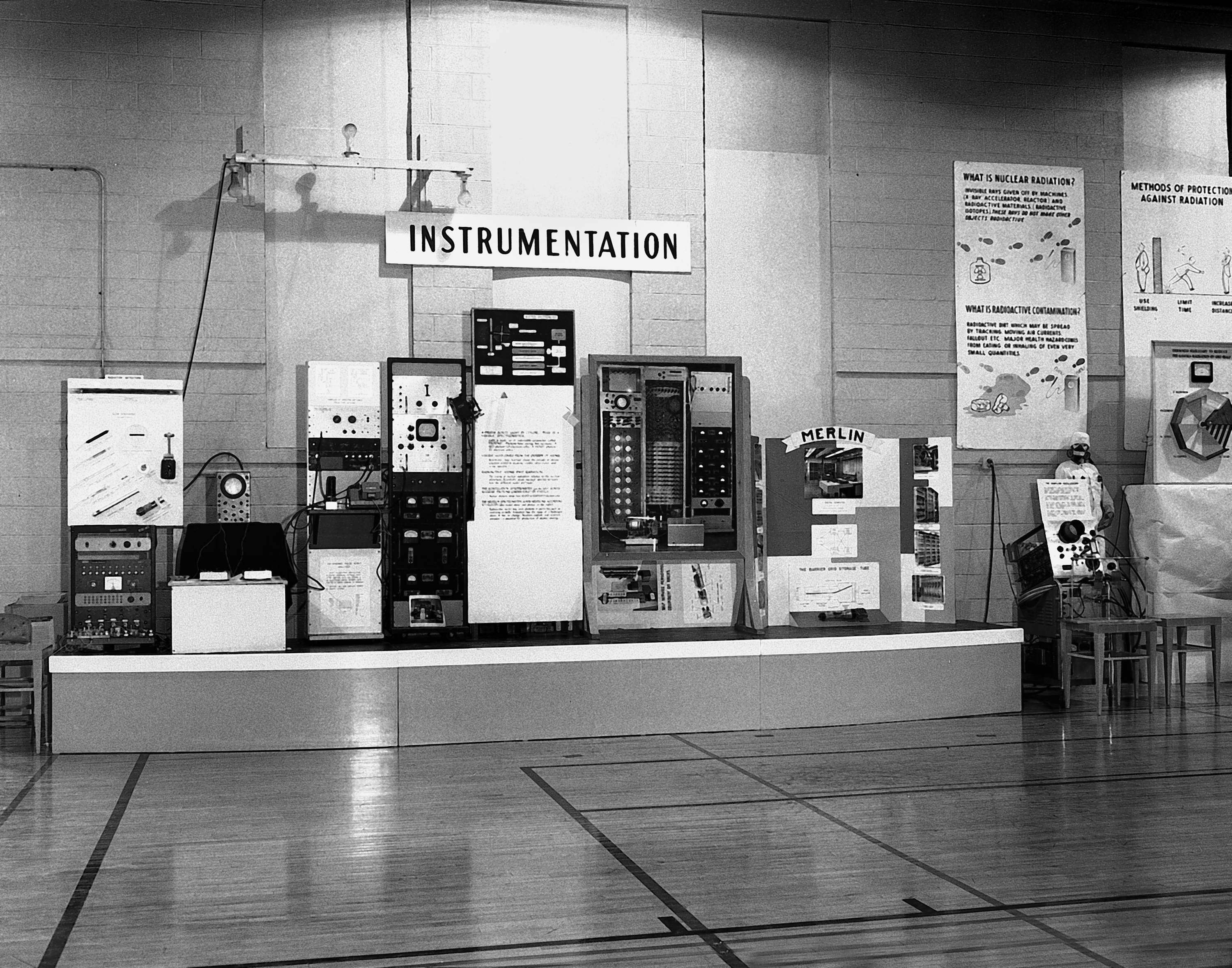
1958年展出的《双人网球》

希金博特姆1947年进入布鲁克黑文国家实验室，在此工作到1984年退休。1958年他担任Head of the Instrumentation Division时，耗费数周为实验室展览会制作了电子游戏《双人网球》。这款以示波器为显示设备的模拟网球游戏在展出中大受欢迎，后来也被认为是首批电子游戏之一。次年展出时，希金博特姆推出了增强版游戏，游玩者可调整重力等级，模拟在木星或月球上打网球。希金博特姆一生共获20余项专利，却未给《双人网球》申请专利。他认为这款游戏不够创新，而且即便申请专利，最后也会归于所工作的政府。

## 影响
直到1982年《Creative Computing》的一篇报道面世，希金博特姆才以游戏制作先驱的身份闻名。1983年，曾在布鲁克黑文展览会上玩过游戏的David Ahl为《Creative Computing》撰写封面文章，称希金博特姆是「Grandfather of Video Games」。同年6月《Video Review》的电子游戏史报道中也刊载了Frank Lovece对他的访谈。
相较于电子游戏，希金博特姆更希望人们记住他在防核扩散方面的成就。在他去世后，外界对《双人网球》的兴趣大增。其子William B. Higinbotham致信布鲁克黑文：「请务必介绍他在核不扩散领域的贡献，那才是他希望为人所铭记之成就。」1994年，美国科学家联盟将其总部命名为Higinbotham Hall，以表彰传主在防核武器扩散方面的贡献。
2011年，石溪大学设立了William A. Higinbotham Game Studies Collection，纪念这位「早期游戏开创者」、「首款互动模拟（analog）电脑游戏《双人网球》的发明人」。

## 备注
1. ↑  直译：「核材料管理学会」[來源請求]
2. ↑  直译：「核材料管理期刊」[來源請求]
3. ↑  直译：「仪器部主任」或「仪表部主管」[來源請求]
4. ↑  直译：「戴维·阿尔」[來源請求]
5. ↑  直译：「电子游戏之祖父」或「电子游戏鼻祖」[來源請求]
6. ↑  直译：「弗兰克·洛韦切」[來源請求]
7. ↑  直译：「威廉·B·希金博特姆」[來源請求]
8. ↑  直译：「希金博特姆大楼」[來源請求]
9. ↑  直译：「威廉·A·希金博特姆游戏研究馆藏」[來源請求]